# Nissan
Nissan Motor Co., Ltd. (яп. 日産自動車株式会社 ниссан дзидо:ся кабусикигайся) — японский автопроизводитель, один из крупнейших в мире. Компания основана в 1933 году. Штаб-квартира находится в городе Иокогама. Входит в Альянс Renault–Nissan–Mitsubishi.
В списке крупнейших публичных компаний мира Forbes Global 2000 за 2022 год Nissan Motor заняла 407-е место, а в списке Fortune Global 500 — 161-е место. По состоянию на 2022 год занимала 9-е место в мировом рейтинге автопроизводителей (2-е среди японских производителей, после Toyota) по версии международной организации производителей автомобилей, а также ведущим японским брендом в Китае, России и Мексике.

## История

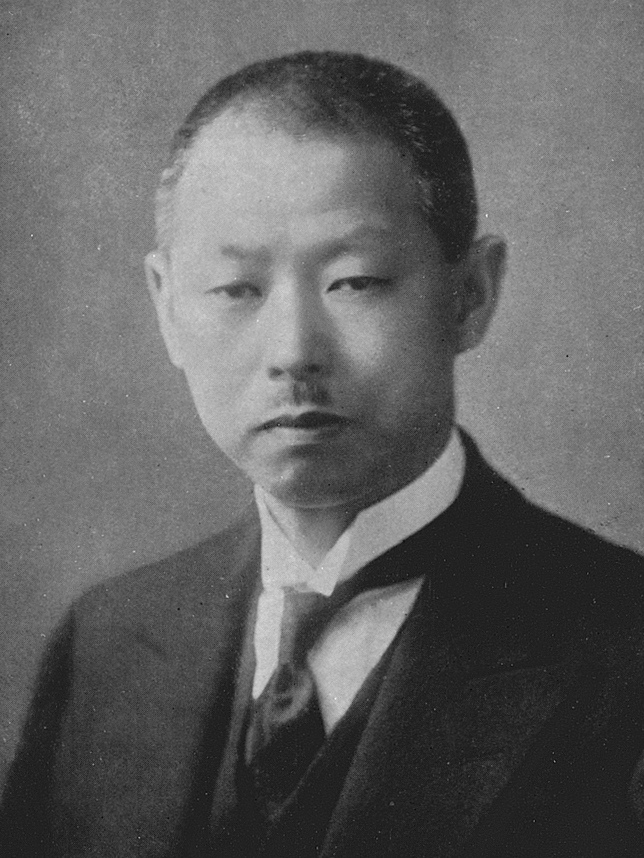
Первый президент компании — Ёсисукэ Аюкава, 1939 год.

Датой основания корпорации считается 26 декабря 1933 года, когда в результате слияния компаний «Тобата имоно» и «Нихон сангё» была создана новая компания, которая с 1 июня 1934 года носит название «Ниссан мотор» (по первым слогам названия компании «Нихон сангё» — «японская промышленность»). Старейший предшественник был основан в 1911 году Масудзиро Насимото, построившим первый японский автомобиль DAT, последующие модели назывались Datsun. Первый интегрированный автозавод компании был построен в 1935 году в Иокогаме при участии американских специалистов.
В мае 1935 года компания приняла решение о развитии торговой марки «Ниссан», но практически до 1980-х годов лицом компании были различные модификации автомобилей Datsun, выпускавшихся ещё до создания компании (в 1986 году эта марка перестала существовать, а в 2013 году производство автомобилей Datsun было возобновлено).
После Второй мировой войны компания развивалась при технической поддержке зарубежных автопроизводителей, таких как Renault, Hillman, и Willys-Overland, а в 1952 году Nissan заключил лицензионное соглашение с британской Austin Motor Company. С начала 1950-х годов компания активно и успешно стала заниматься разработкой и производством ракетных двигателей, установок для запуска ракет, а затем решила расширить производственную сферу, занявшись также и производством двигателей для кораблестроительной отрасли. С помощью построенной компанией ракеты «Лямбда-4S» в 1970 году был запущен первый японский спутник «Осуми».
В 1958 году начались поставки автомобилей в США, а в 1964 году стала первой японской компанией, вошедшей в десятку крупнейших автоимпортёров в США. В 1962 году начались поставки автомобилей в Европу. Первое зарубежное сборочное производство Nissan было открыто в 1959 году на Тайване, в 1960-х годах заводы компании появились в Мексике, Перу и Австралии.

Логотип Альянса Renault-Nissan-Mitsubishi

В 1976 году, благодаря собственному флоту, Nissan стал крупнейшим экспортёром автомобилей в мире, а в следующем году совокупное количество проданных автомобилей (за все годы функционирования) перешагнуло 20 миллионов. В 1981 году корпорация подписала соглашение с Volkswagen о производстве и продаже легковых автомобилей в Японии. В 1992 году на долю «Ниссана» приходилось 17 % автомобилей, принадлежащих японскому населению. В 1989 году начались продажи автомобилей под брендом Infiniti.
В середине 1990-х годов компания испытывала существенные финансовые трудности, уже в 1992 году Nissan впервые в своей истории показал убытки, которые начали нарастать; долг компании составлял 32 млрд долларов. В 1994 году Nissan первым из японских автопроизводителей закрыл завод в Японии, также были проведены сокращения персонала в других странах. Когда в 1999 году до банкротства оставалось несколько недель, 36,8 % акций компании был куплен за 5,4 млрд долларов французской Renault; в 2002 году французская компания увеличила свою долю до 44,4 % акций, а Nissan, в свою очередь, приобрела 15 % акций Renault.
Поставленный «Рено» во главе «Ниссан» Карлос Гон сумел воплотить программу возрождения фирмы (англ. Nissan Revival Plan, NRP) и вывел компанию из кризиса, вследствие чего обрёл большую популярность в Японии. Программа включала продажу неосновных активов, таких как подразделения аэрокосмических технологий и мобильной связи, доли в компании Fuji Heavy Industries, а также закрытие 5 заводов в Японии и дальнейшие сокращения рабочих.
В июне 2003 года было создано совместное предприятие с китайской группой Dongfeng.
В результате сильнейшего землетрясения японские заводы корпорации были закрыты с 11 по 23 марта 2011 года, предприятие по производству двигателей Nissan Iwaki простаивало до 17 апреля, не удалось произвести порядка 55 тыс. автомобилей.
12 мая 2016 года стало известно, что Ниссан приобретает 34 % акций другого производителя из Японии — Mitsubishi Motors Corporation — и создаёт с ним новый альянс.
В марте 2019 года компания «Ниссан» представила новую модель продаж автомобилей, название которой City Hub. Создатели этого проекта объединили концептуальный магазин и электронную торговлю с помощью новых технологий.
8 апреля 2019 года акционеры японского автоконцерна на внеочередном собрании исключили из совета директоров Карлоса Гона, обвиняемого в финансовых махинациях, и в тот же день акционеры решили включить в состав совета директоров «Ниссан» нового президента «Рено», Жана-Доминика Cенара.
В июне 2020 года компания Nissan объявила о прекращении использования бренда Datsun. Модели для российского рынка (on-DO и mi-DO) производились на заводе АвтоВАЗ до декабря 2020 года, после чего выпуск моделей прекратился.
В августе 2020 года Financial Times сообщила со ссылкой на свои источники, что в конце 2019 года советники премьер-министра Японии Синдзо Абэ предложили Nissan объединиться с Honda, чтобы улучшить позиции японского автопрома, находящегося под натиском производителей из других стран, в особенности из Китая. Однако, как сообщается, обе компании отклонили это предложение ещё до того, как разразилась пандемия COVID-19.

## История создания логотипа

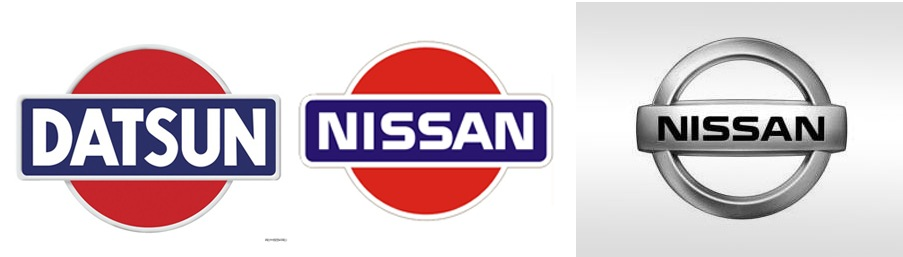
Логотипы Nissan

Эмблема выглядит как название марки в кругу, который означает восходящее солнце, символизирующее искренность. Эмблема раньше была другой. Круг был красный, а прямоугольник с названием компании — синий, обозначающий небо. Тем самым эмблема выражает девиз компании «Искренность приносит успех».

## Собственники и руководство

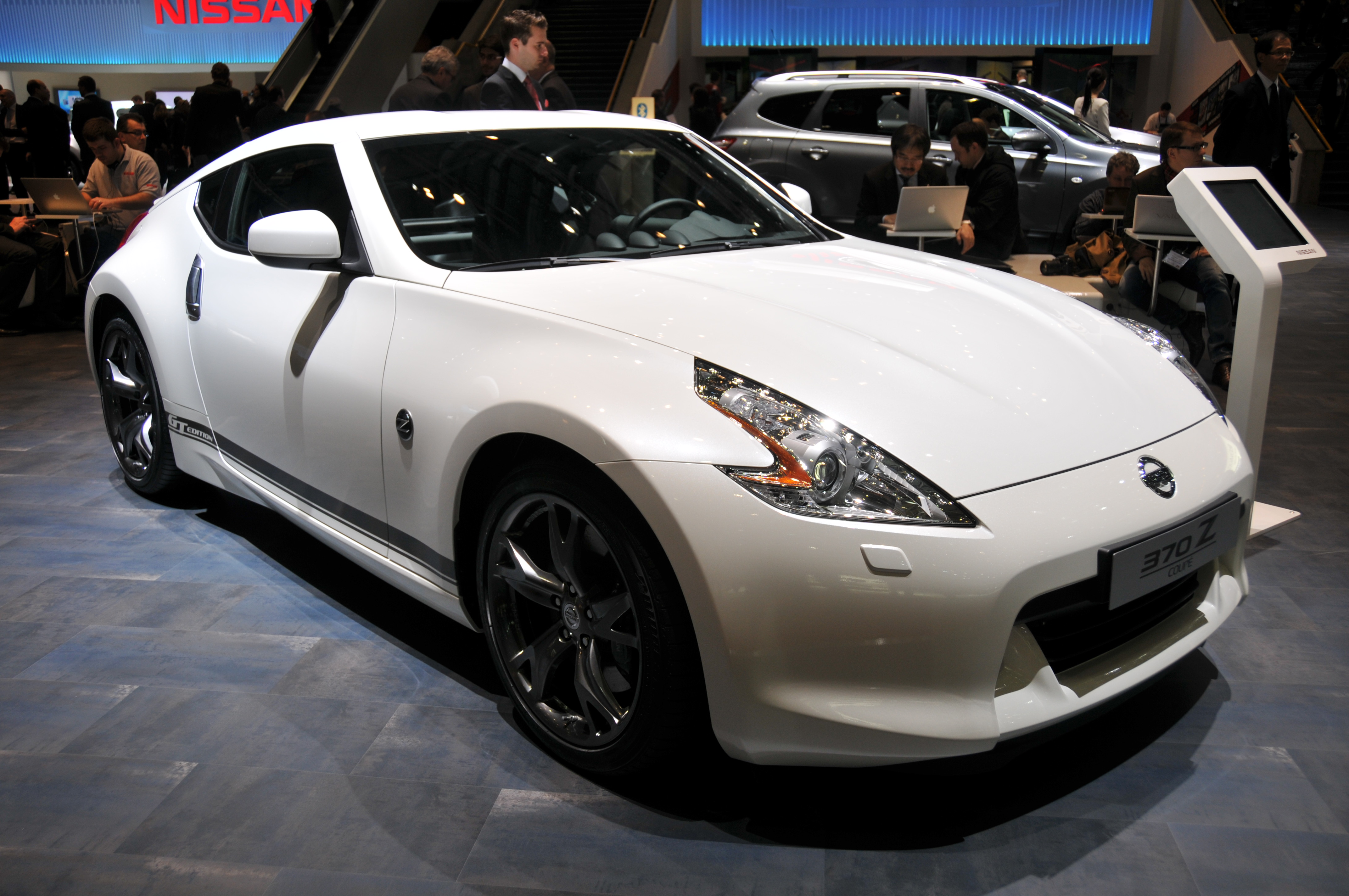
Nissan 370Z

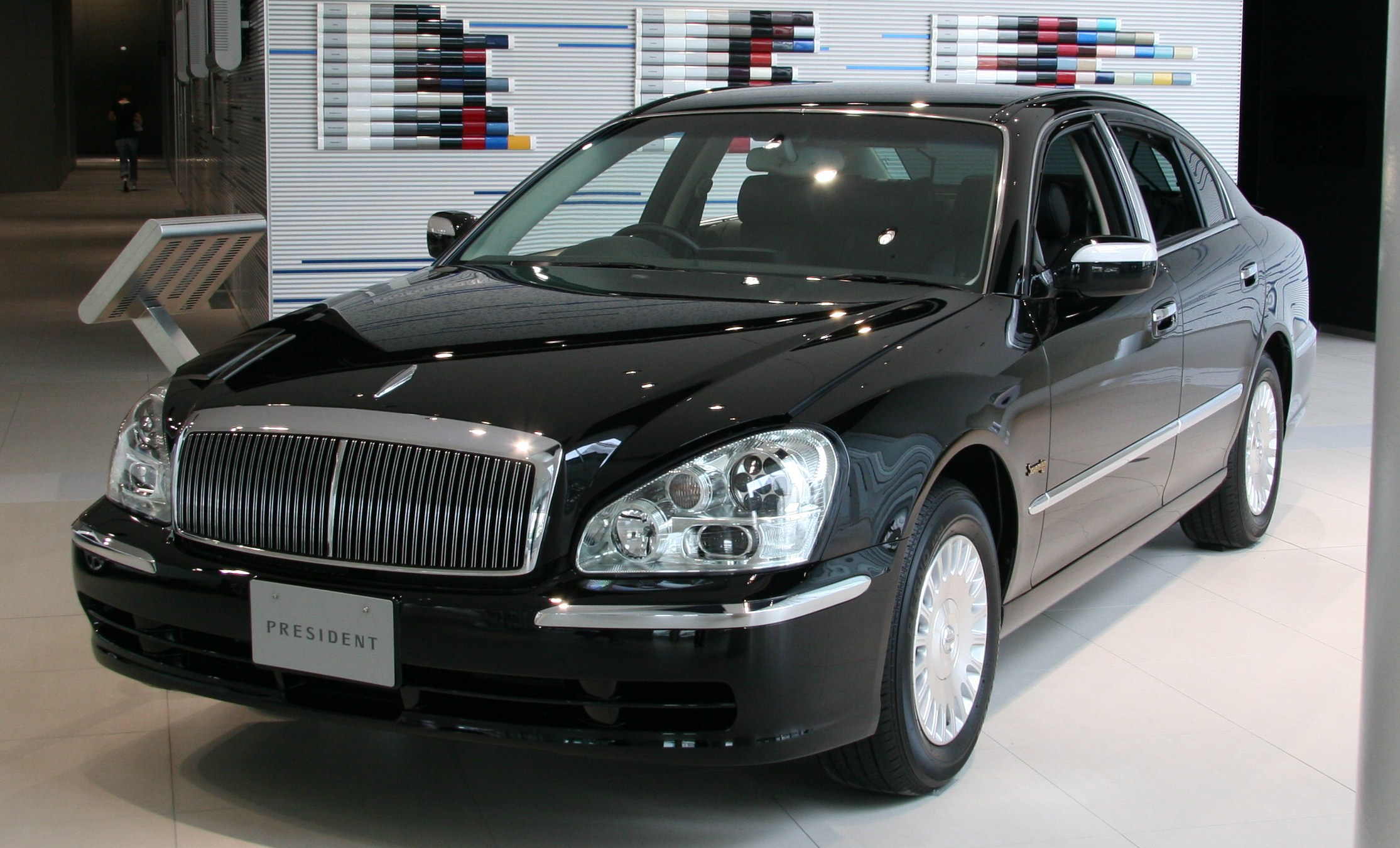
Nissan President 2009 года

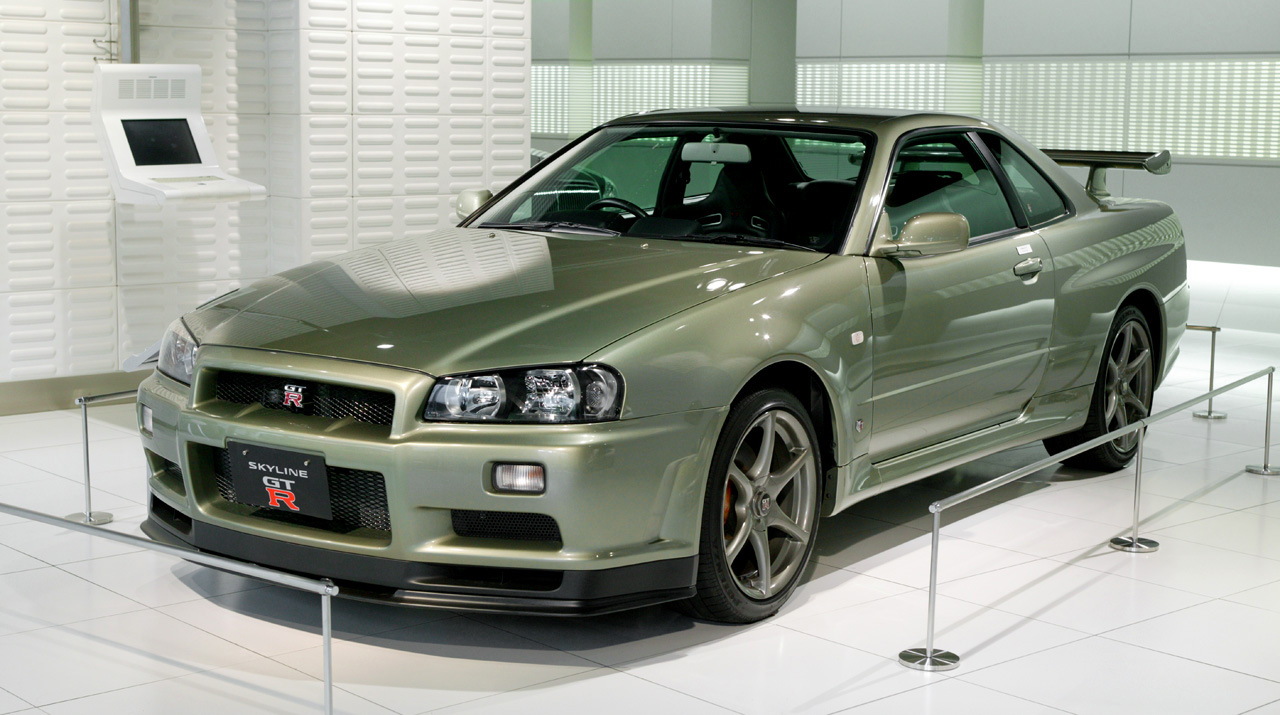
Nissan Skyline GT-R BNR34 M-Spec Nür

На март 2023 года 15 % акций компании Nissan принадлежало французской компании Renault, а Nissan владела 15 % акций Renault. С октября 2016 года Nissan владеет 34 % контрольным пакетом акций японской компании Mitsubishi Motors.
- Ясуси Кимура (Yasushi Kimura, род. 28 февраля 1948 года) — председатель совета директоров с июня 2019 года.
- Жан-Доминик Сенар (Jean-Dominique Senard, род. 7 марта 1953 года) — вице-председатель с 2019 года, также председатель совета директоров Renault.
- Макото Утида (Makoto Uchida, род 20 июля 1966 года) — президент и главный исполнительный директор с февраля 2020 года, в компании с 2003 года[19].

## Деятельность
В 2021/22 финансовом году компания продала 3,876 млн автомобилей (из 78,36 млн автомобилей, всего проданных в мире). Основные рынки сбыта: Китай (1,381 млн, 6 % рынка), Северная Америка (1,183 млн, 7 % рынка), Япония (428 тыс., 10 % рынка), Европа (340 тыс., 2 % рынка). В Китае компания действует через совместное предприятие Dongfeng Motor Co., Ltd. с пятью заводами, основные производственные мощности кроме этого предприятия находятся в Японии (3 завода), США и Мексике, а также Индии, Великобритании, Таиланде, России, Бразилии, Аргентине, ЮАР, Египте и Испании.
Другие направления деятельности включают финансовые услуги (кредитование дилеров и покупателей), а также дочернюю компанию Nissan Nismo, занимающуюся тюнингом и доработкой автомобилей для автоспорта.
Географическое распределение выручки:
- Северная Америка — 46 % (США — 37 %)
- Япония — 18 %
- Европа — 13 %
- Азия — 11 %
- других регионы — 12 %.

|                     | 2013  | 2014  | 2015  | 2016  | 2017  | 2018  | 2019  | 2020   | 2021   | 2022  |
| ------------------- | ----- | ----- | ----- | ----- | ----- | ----- | ----- | ------ | ------ | ----- |
| Оборот              | 8,737 | 10,48 | 11,38 | 12,19 | 11,72 | 11,95 | 11,57 | 9,879  | 7,863  | 8,425 |
| Чистая прибыль      | 0,341 | 0,389 | 0,458 | 0,524 | 0,663 | 0,747 | 0,319 | -0,671 | -0,449 | 0,216 |
| Активы              | 12,44 | 14,70 | 17,05 | 17,37 | 18,42 | 18,74 | 18,95 | 16,98  | 16,45  | 16,37 |
| Собственный капитал | 4,036 | 4,672 | 5,247 | 5,141 | 5,167 | 5,702 | 5,624 | 4,425  | 4,340  | 5,030 |

Примечание. Значения указаны на 31 марта каждого года, когда в Японии заканчивается финансовый год.

### Ниссан в СССР и России

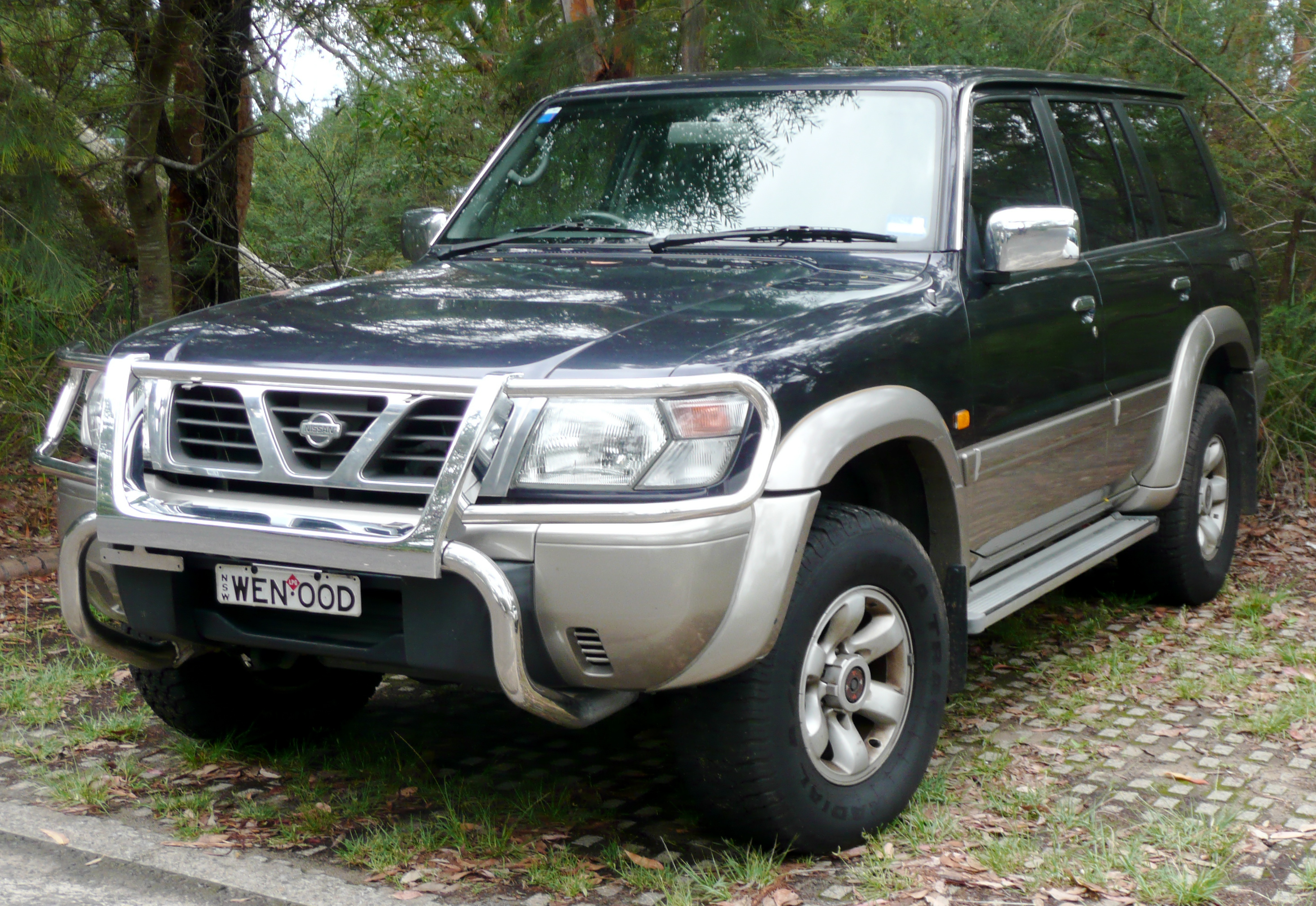
Nissan Patrol Y61

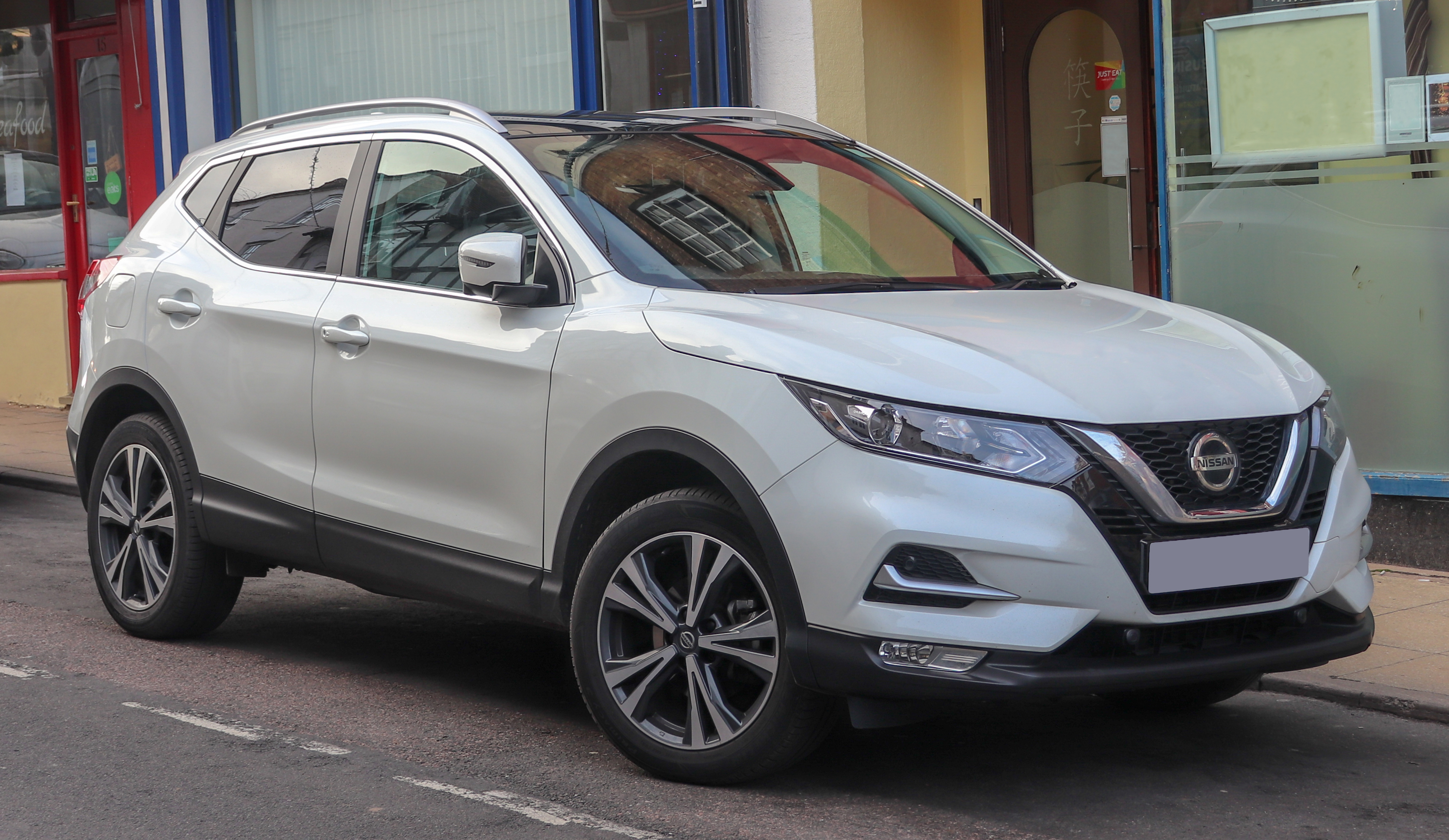
Nissan Qashqai

Ниссан работает в СССР с 1983 года; в 1990 году компания продала в СССР 2000 автомобилей.
А в 1999 году, уже в России, продавались модели Almera, Patrol, Terrano II, Maxima QX, Primera и Micra.
С 2004 года в Москве действует компания ООО «Ниссан Мотор РУС» (с 2011 года — «Ниссан Мэнуфэкчуринг РУС») со 100%-м капиталом Ниссан. Генеральным директором «Ниссан Мотор РУС» на 2011 год является Филипп Сайар.
В 2005 году компания продала в России более 46 тыс. автомобилей — на 18 тыс. больше, чем в 2004 году, а уже в 2006 году продажи достигли 75 тыс. машин, и таким образом Ниссан занял четвёртое место среди автопроизводителей на отечественном рынке.
Головной офис «Ниссан Мэнуфэкчуринг РУС» в Москве осуществляет продажи, маркетинг и техническое обслуживание автомобилей Nissan и Infiniti в России, Республике Беларусь и Казахстане. С 2017 года должность Генерального директора занимает Игорь Бойцов: он руководит производственным предприятием Nissan.
Производство в России
13 июня 2006 года президент компании Карлос Таварес подписал соглашение о строительстве автозавода с Минэкономразвития России — завод полного цикла с объёмом инвестиций 200 млн долл. и мощностью до 50 тыс. автомобилей в год должен быть построен в промзоне Каменка под Санкт-Петербургом. Строительство началось весной 2007 года; церемония закладки первого камня нового завода состоялась 8 июля 2007. Тестовая сборка автомобилей была развёрнута на заводе в начале 2009 года. Торжественное открытие завода состоялось 2 июня 2009 года. Проектная мощность 50 тысяч машин в год. Максимальная численность персонала 750 человек. Суммарные инвестиции в этот проект со стороны японской компании составили около 200 миллионов долларов США.
Полный производственный цикл ООО «Ниссан Мэнуфэкчуринг РУС» включает сварку, окраску и сборку автомобилей.
На этом заводе первоначально выпускались лишь две модели — Teana и X-Trail. По состоянию на 2012 год на заводе под Санкт-Петербургом налажено производство моделей Nissan Teana, Nissan X-Trail и Nissan Murano; с 2013 года, в Тольятти, новой Nissan Almera.
В 2014 году на базе «Гранты» запущено производство Datsun в Тольятти, в рамках партнёрского соглашения между Альянсом Renault-Nissan и АвтоВАЗом. По состоянию на 2016 год на заводе в Санкт-Петербурге выпускаются модели X-Trail, Qashqai, Pathfinder, Murano. Nissan также задействует мощности завода Renault в Москве для производства внедорожника Nissan Terrano.
Завод Nissan дважды получил престижную премию «Предприятие года» в номинации «Промышленный лидер Санкт-Петербурга» по версии издания «Деловой Петербург» в 2018 и 2020 годах. В 2018 году на заводе было выпущено 56 525 автомобилей —рекорд годового объёма выпуска за всю историю Nissan в России. В октябре 2019 года с конвейера сошёл 400-тысячный экземпляр — кроссовер Nissan Murano.
По всему миру, включая Россию, Nissan развивает концепцию Nissan Intelligent Mobility, цель которой — безопасное и экологичное вождение. Стратегия включает:
- электротранспорт;
- снижение количества выбросов;
- «умное» управление автомобилем;
- интеграцию автомобиля с обществом.

В рамках концепции Nissan в России оснащает модели интеллектуальными системами: электроприводом багажника с системой Hands Free, системой обнаружения препятствий при езде задним ходом, интеллектуальными адаптивными фарами головного света.
По состоянию на 2020 год официально на российском рынке не представлены электромобили Nissan. 30 экземпляров электромобиля Nissan Leaf представлены в автопарке каршеринга «Яндекс. Драйв». Хетчбэки доступны клиентам сервиса в Москве. Автомобили имеют запас хода до 270 км по городу и оснащены передовыми технологиями Nissan Intelligent Mobility.
В октябре 2022 года стало известно, что автоконцерн Nissan уходит из России из-за войны, которую начала Россия в Украине. Автоконцерн продаст свои активы структуре ФГУП «НАМИ», которая принадлежит Министерству торговли и промышленности РФ. Согласно условиям сделки «НАМИ» отойдут не только производственные мощности, но и научно-исследовательские мощности и центр продаж и маркетинга в Москве. Японский автоконцерн заявил, что понесёт убытки из-за ухода из России. Nissan Motors оценивает ущерб в 100 млрд иен, это примерно 686 млн долларов США.

## Продукция

### Модельный ряд
Под маркой «Nissan» выпускается широкий ассортимент легковых и коммерческих автомобилей. Также компания продаёт автомобили класса «люкс» под маркой «Infiniti». До 1983 года и начиная с 1997 года также выпускаются автомобили под маркой «Datsun»
- Nissan Almera АвтоВАЗ  Россия  Великобритания  Япония
- Nissan Juke  Япония  Великобритания
- Nissan Qashqai  Россия  Великобритания  Япония  Иран  Китай
- Nissan X-Trail  Россия  Япония  Великобритания
- Nissan Murano  Япония  Россия
- Nissan Terrano  Россия  Испания  Индия
- Nissan Patrol  Япония
- Nissan GT-R  Япония

Переставшие выпускаться или не поставляющиеся в Россию модели Nissan:
- Nissan Micra  Великобритания (Сняты поставки в Россию в 2011 году)
- Nissan Sentra  Россия (Сняты поставки в Россию в 2017 году)
- Nissan Pathfinder  Россия  Испания (Сняты поставки в Россию в 2017 году)
- Nissan Tiida  Япония  Мексика  Таиланд (Сняты поставки в Россию 2015 году)
- Nissan Note  Великобритания  Япония  Мексика (Сняты поставки в Россию 2014 году)
- Nissan Almera Classic  Республика Корея (Снят с производства в 2013 году)
- Nissan Teana  Россия (Снят с производства в России в 2015 году)
- Nissan Navara  Испания (Сняты поставки в Россию в 2015 году)
- Nissan Cube  Япония (Официально не поставляется в Россию)
- Nissan Primera  Япония (Официально не поставляется в Россию. производство по всему миру завершилось в 2008)
- Nissan Maxima  Япония (Официально не поставляется в Россию)
- Nissan Sunny  Япония (Официально не поставляется в Россию)
- Nissan Skyline  Япония (Поставлялся в Россию под маркой Infiniti Q50)
- Nissan Tino  Япония (Официально поставлялся в Россию под именем Almera Tino, производство по всему миру завершилось в 2006 году)

Список автомобилей Nissan выпускающийся для мирового рынка или внутреннего или снятых с производства

### Гибридизация
Ниссан заключил соглашение с конкурирующей Тойота об использовании некоторых технологий гибридного привода в новой Altima модели 2007 года.
«Altima Hybrid» стала первой гибридной моделью от Ниссан и она предназначена для продажи только на американском рынке. В этой модели используется двигатель 2.5 L QR25DE. Последующие модели, как ожидается, будут основаны на собственной технологии Ниссан. Ниссан создал электродвигатель и литий-ионный аккумулятор на 35 % меньше и легче аналогов от Тойоты и на 30 % дешевле. Инвертор на 20 % меньше аналогов и на 30 % дешевле. Производство компонентов для гибридов планировалось начать к 2009 году.
До 2006 года Ниссан произвёл около 100 гибридных микроавтобусов Tino с литий-ионными аккумуляторами по цене на 40 % дороже бензиновых аналогов. Tino потребляют бензина на 50 % меньше и сокращают выхлопы CO2 на 50 %.

### Электромобили

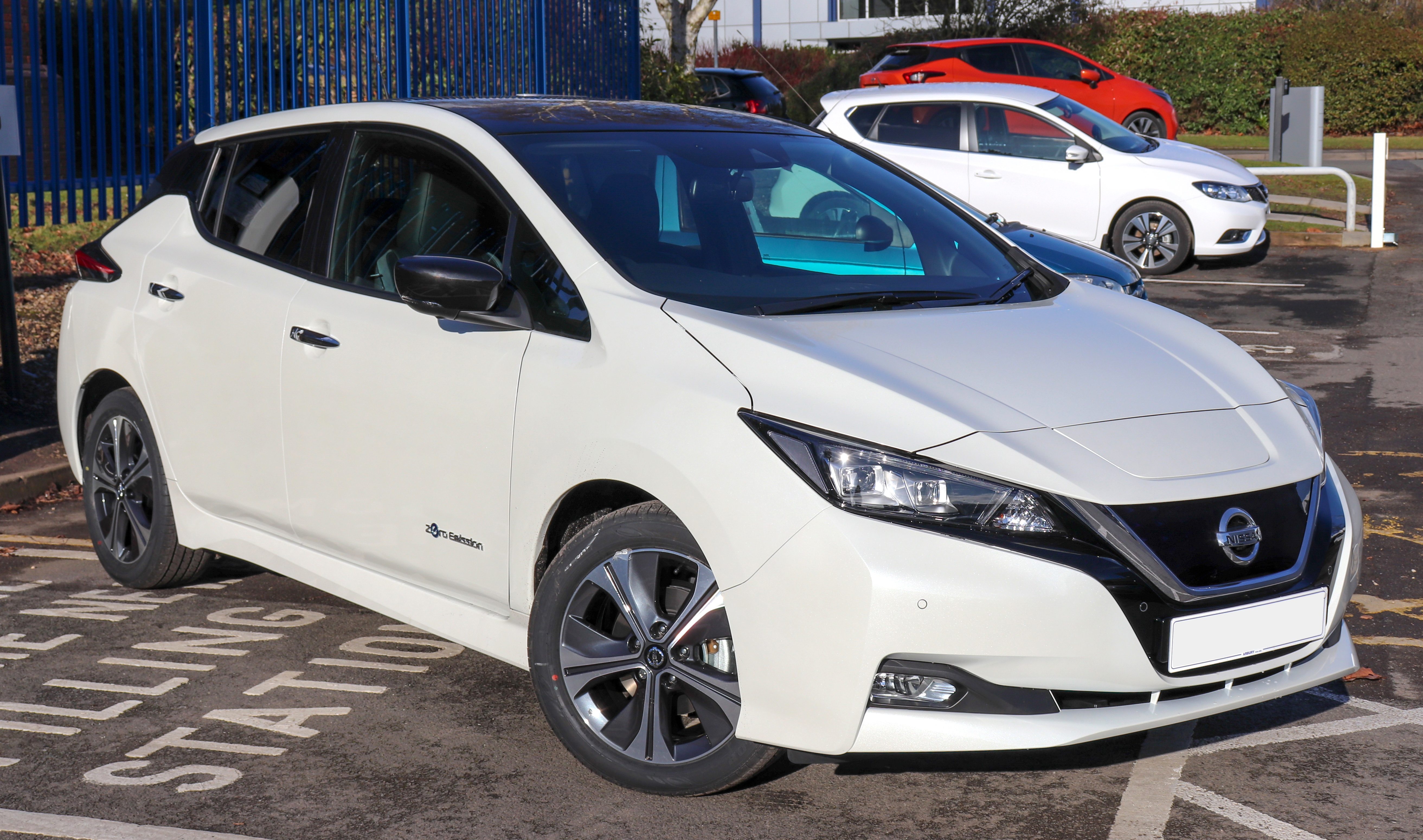
Nissan Leaf

2 августа 2009 года корпорация анонсировала производство первого серийного электромобиля, получившего название Leaf (англ. Leaf — лист). С весны 2010 года автомобиль выпускается серийно. Продажи в США начались в декабре 2010-го.

## Nissan в автоспорте
На счету Nissan значатся победы в 1989, 1990, 1991 и 1994 годы в полусуточном марафоне в американском Себринге.